# 弘立書院
弘立書院（英語：The Independent Schools Foundation Academy，簡稱）是香港一所非牟利雙語（普通語和英語）私立學校。 它也是一所IBO世界學校，提供IB國際文憑課程及國際文憑大學預科課程。 校園位於香港薄扶林數碼港。

## 外部連結
- 官方网站